# Nikolai Jewgenjewitsch Lansere
Nikolai Jewgenjewitsch Lansere (russisch Николай Евгеньевич Лансере; * 14. Apriljul. / 26. April 1879greg. in St. Petersburg; † 6. Mai 1942 in Kuibyschew) war ein russisch-sowjetischer Architekt und Architekturhistoriker.

## Leben
Lansere stammte aus einer aus Frankreich nach Russland gekommenen Familie. Sein Urgroßvater Paul Lanceray, ein Major in Napoleons Armee, war nach Gefangenschaft im Russlandfeldzug 1812 in Russland geblieben und war hier naturalisiert worden. Lanseres Eltern waren der Bildhauer Jewgeni Lansere (1848–1886) und die Malerin Jekaterina Nikolajewna Benois (1850–1933), Tochter des Architekten Nikolai Benois. Nach dem frühen Tod des Vaters wuchs Lansere mit seinen fünf Brüdern und einer Schwester in der Familie Benois auf und verbrachte den größten Teil seiner Kindheit bei seinem Großvater Nikolai Benois.
Nach dem Besuch des St. Petersburger 2. Gymnasiums begann Lansere 1898 in St. Petersburg das Studium an der Kunsthochschule der Kaiserlichen Akademie der Künste (IACh), das er 1904 bei seinem Onkel Leonti Nikolajewitsch Benois abschloss. Im Sommer 1902 besuchte er Lübeck, Amsterdam, Antwerpen, Brüssel, London und Städte Frankreichs. Im Sommer 1903 untersuchte er mit Wladimir Schtschuko und Ludwig Schröter im Auftrag der IACh während einer zweimonatigen Reise in den Gouvernements Pskow und Nowgorod die altrussischen Baudenkmäler. Ihr Bericht über ihre Ergebnisse und den beobachteten Vandalismus erschien in der Mir-Iskusstwa-Zeitschrift.
Lansere arbeitete als Architekt in St. Petersburg. 1909 baute er in St. Petersburg mit Andrei Aplaksin die Kapelle der Simson-Kathedrale und mit dem Bildhauer Mark Antokolski das Denkmal Peters I. im Maly Sampsonijewski Prospekt. Weitere Projekte folgten. Mit Alexander Tamanjan, W. I. Romanow und Wsewolod Jakowlew baute er in Zarskoje Selo 1911–1913 die W.-P.-Kotschubei-Villa. Für das von Innokenti Bespalow !914–1915 gebaute Gebäude der Volkskunst-Schule übernahm Lansere die Fassadengestaltung.
Neben seiner Bautätigkeit führte Lansere Studien zur Geschichte der russischen Aufklärung durch und verfasste Bücher über Zarskoje Selo zur Zeit Elisabeths II., Gattschina zur Zeit Pauls I. und Vincenzo Brenna (1911–1913).
Nach der Oktoberrevolution während des Russischen Bürgerkriegs lebte Lansere mit der Familie im Süden Russlands. 1920 wurde er in Rostow am Don von der Tscheka verhaftet und bald wieder freigelassen. Dann arbeitete Lansere auch auf der Petrograder/Leningrader Nordwerft und gestaltete mit dem französischen Architekten Jessel die Innenausstattungen von Schiffen (1925–1928).
1930–1932 wurde nach dem Projekt der Architekten Alexander Gegello, Andrei Ol und Noi Trozki der Leningrader OGPU-Gebäudekomplex am Liteiny Prospekt 4 gebaut, an dem Innokenti Bespalow, Lansere, Georgi Schtschuko und Alexei Duschkin beteiligt waren.
Am 2. März 1931 wurde Lansere verhaftet wie auch Innokenti Bespalow. Am 19. Januar 1932 wurde Lansere vom Kollegium der OGPU nach Artikel 58 des Strafgesetzbuches der RSFSR wegen Spionage zum Nutzen Frankreichs zur Höchststrafe Tod durch Erschießen verurteilt, die durch 10 Jahre Lagerhaft ersetzt wurde. Darauf arbeitete er im Sonderbüro für Konstruktion und Technik OKTB-12 der OGPU im OGPU-Gefängnis an der Leningrader Schpalernaja Uliza 25 und führte verschiedene Bauprojekte durch. Auch beteiligte er sich an freien Bauwettbewerben. Isaak Brodski, Iwan Fomin, Alexei Schtschussew, Wladimir Schtschuko u. a. bemühten sich um Lanseres Freilassung. Am 2. August 1935 wurde Lansere vorzeitig freigelassen.
Lansere unterhielt nun ein Baubüro in Leningrad am Institut für Experimentelle Medizin und Iwan Pawlows Institut für Physiologie. Immer wieder wurde er vom NKWD verhört. Er arbeitete weiter an seinen Studien und Büchern. Im Auftrag der Akademie der Architektur der UdSSR verfasste er Bücher über Charles Cameron und Andrejan Sacharow.
Am 11. Juni 1938 wurde Lansere in Oranienbaum erneut verhaftet und wegen Spionage zu 5 Jahren Lagerhaft verurteilt. Er kam in ein Durchgangslager in Kotlas, wo er im Juni 1939 inoffiziell von seinem Sohn und im August 1939 von seiner Frau besucht wurde. Von Januar bis Juni 1940 war er im Arbeitslager Workuta. Im August 1940 wurde er zur Überprüfung seines Falls nach Moskau gebracht. Darauf kam er zu Beginn des Deutsch-Sowjetischen Kriegs im Juni 1941 nach Kuibyschew. Er starb dort im Gefängniskrankenhaus und wurde auf dem Gefängnisfriedhof begraben. Während der Chruschtschowschen Entstalinisierung wurde Lansere am 4. November 1957 rehabilitiert.
Lansere war mit Jelena Kasimirowna Podsendkowskaja (1885–1974) verheiratet. Natalija Nikolajewna Lansere (1910–1998) und Alexei Nikolajewitsch Lansere (1916–2004) waren ihre Kinder. Lanseres Schwester Sinaida Serebrjakowa (1884–1967) war Malerin.

## Werke (Auswahl)

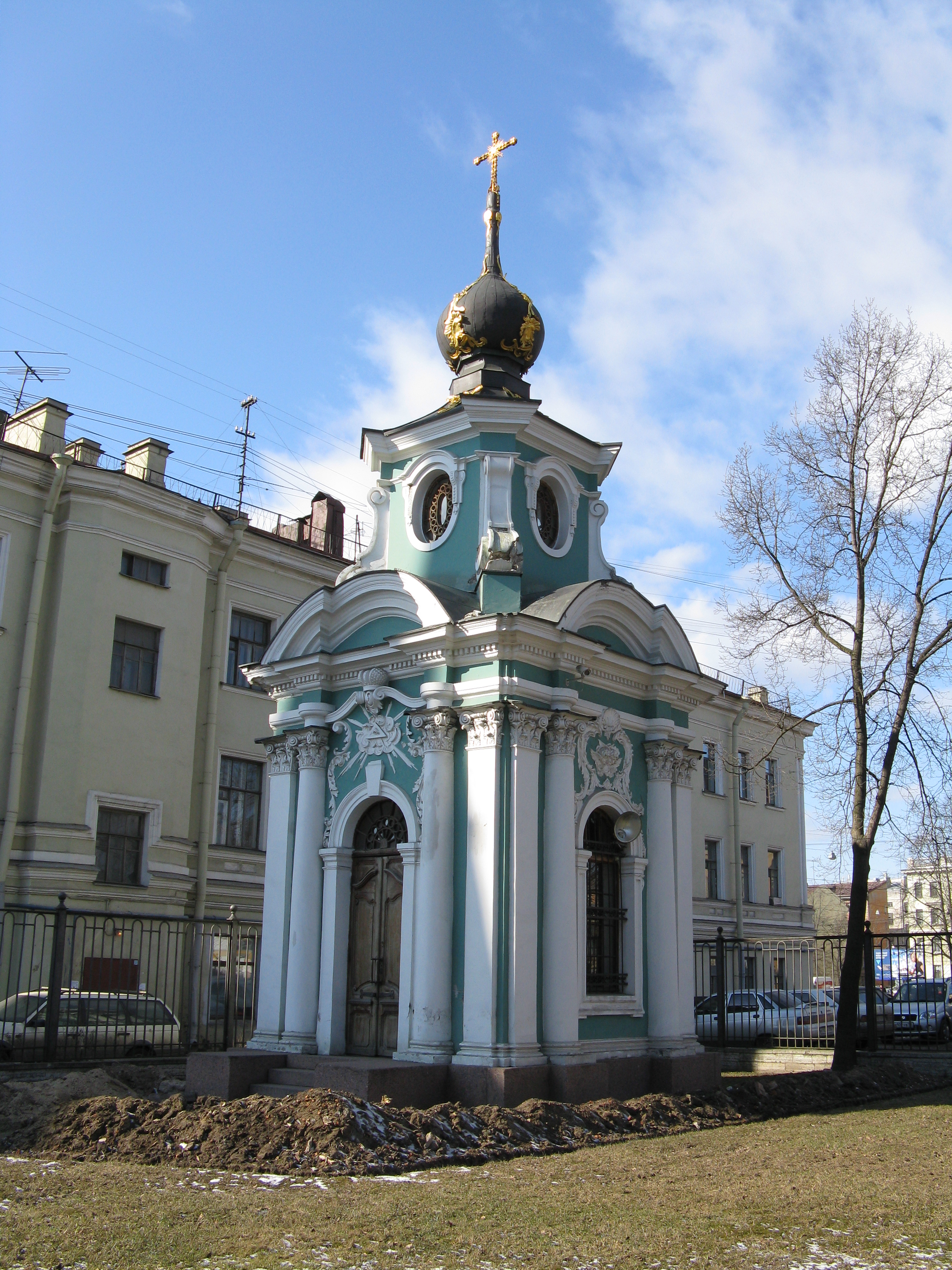
Kapelle der Simson-Kathedrale (1909), Bolschoi Sampsonijewski Prospekt 41A, St. Petersburg
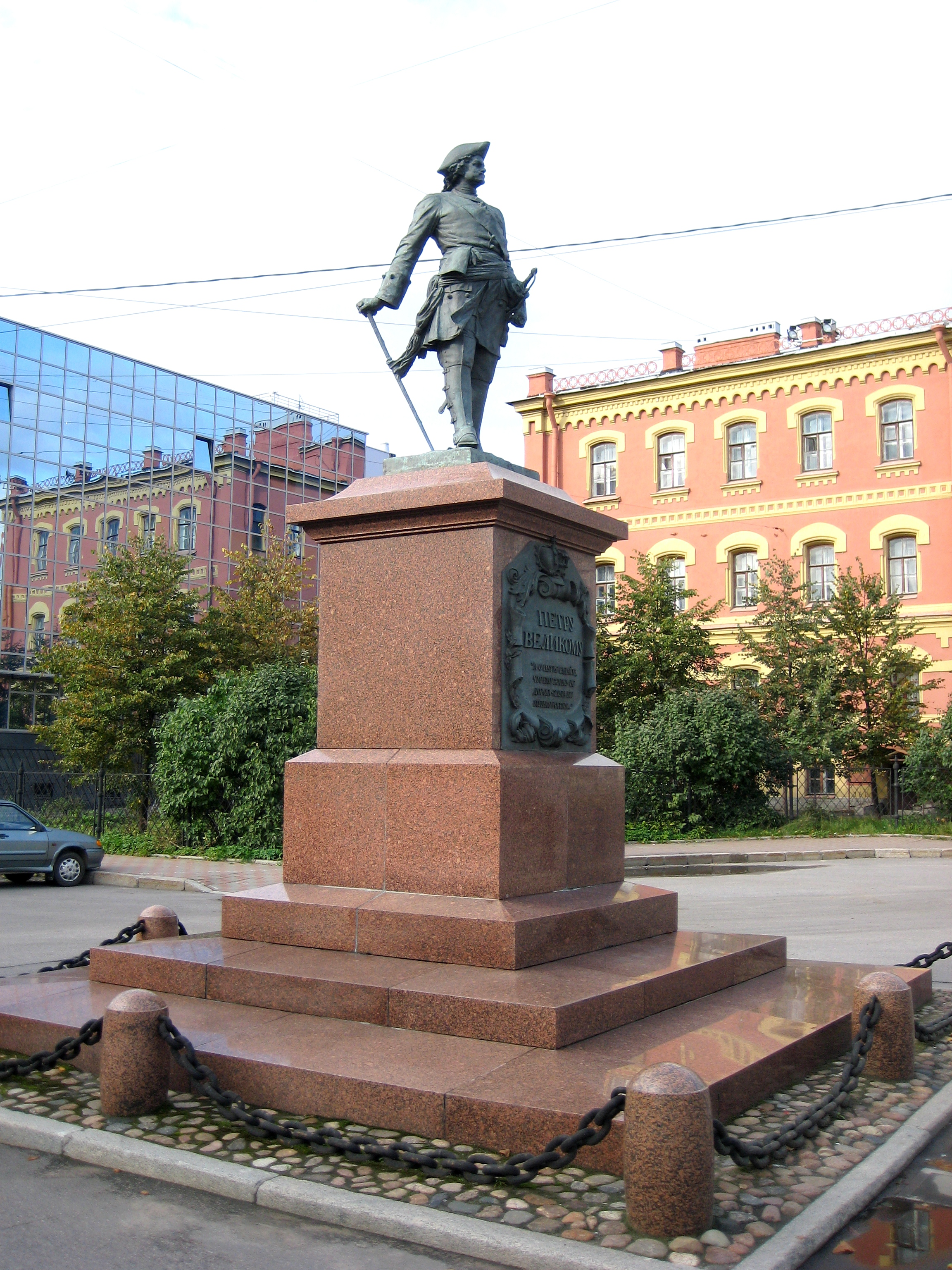
Denkmal Peters I. (1909), Maly Sampsonijewski Prospekt, St. Petersburg
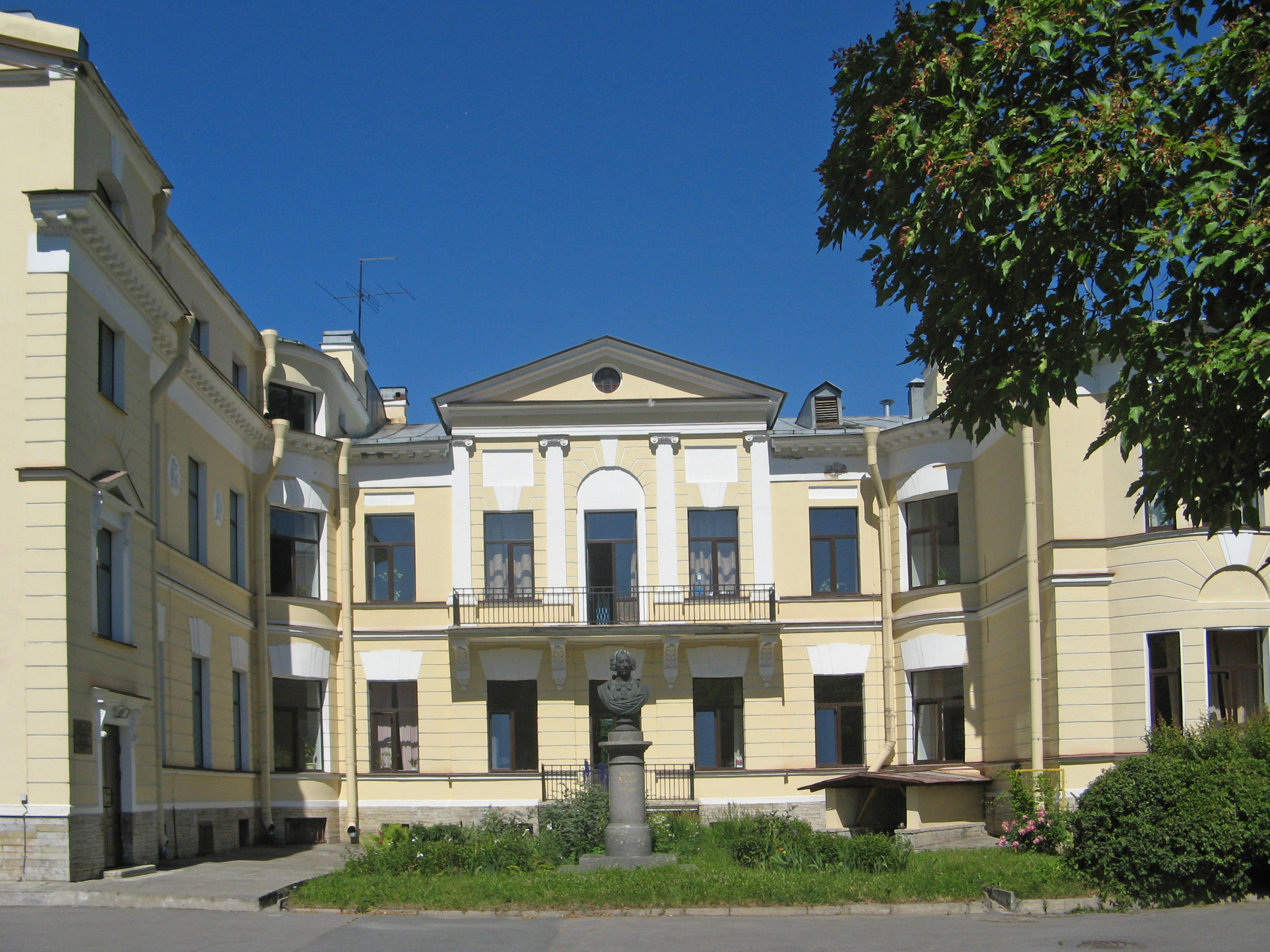
Nowinski-Villa (1913), Pessotschnaja Nabereschnaja 10, St. petersburg
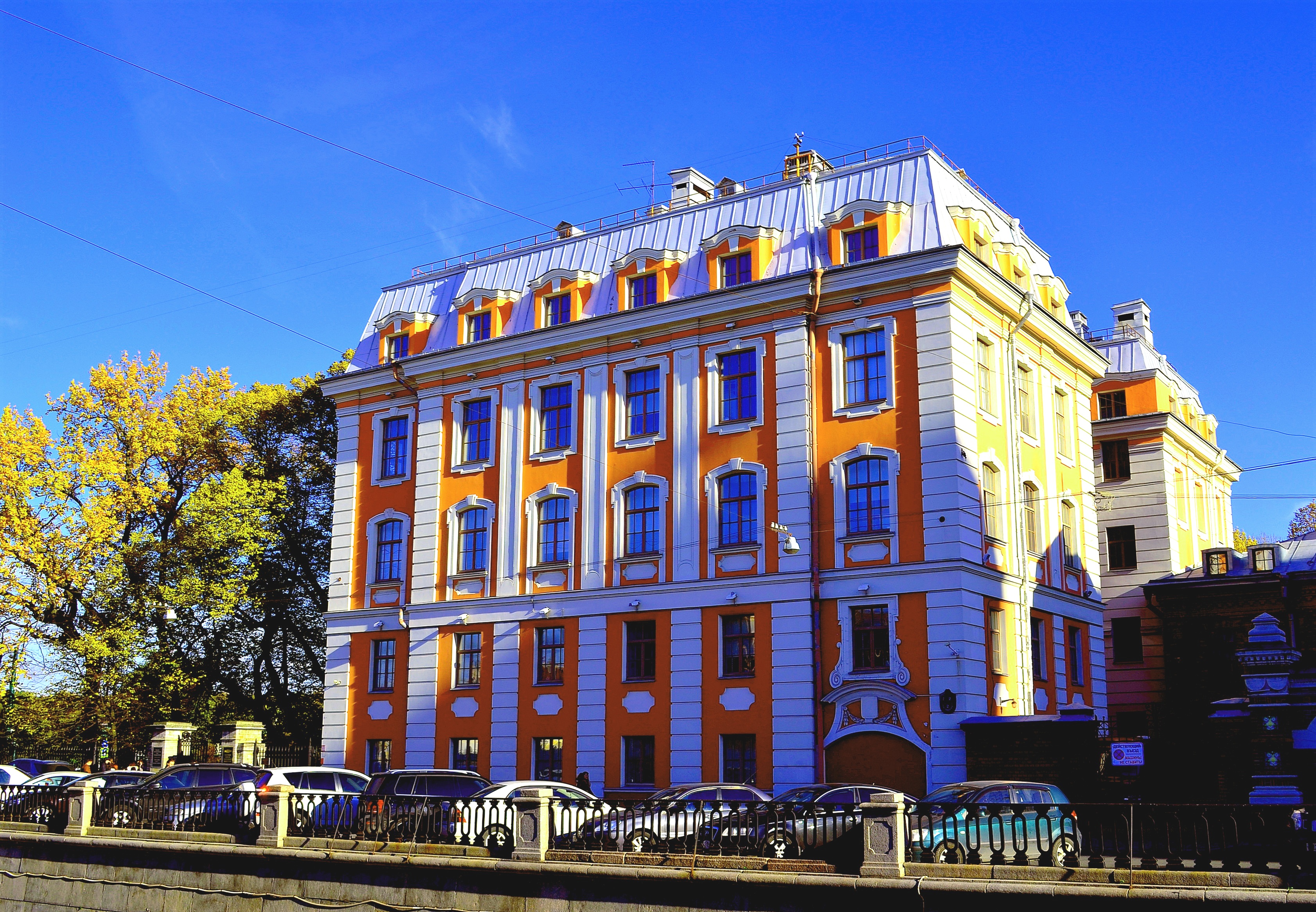
Volkskunst-Schule (1914–1915), Gribojedow-Kanal Nabereschnaja 2, St. Petersburg
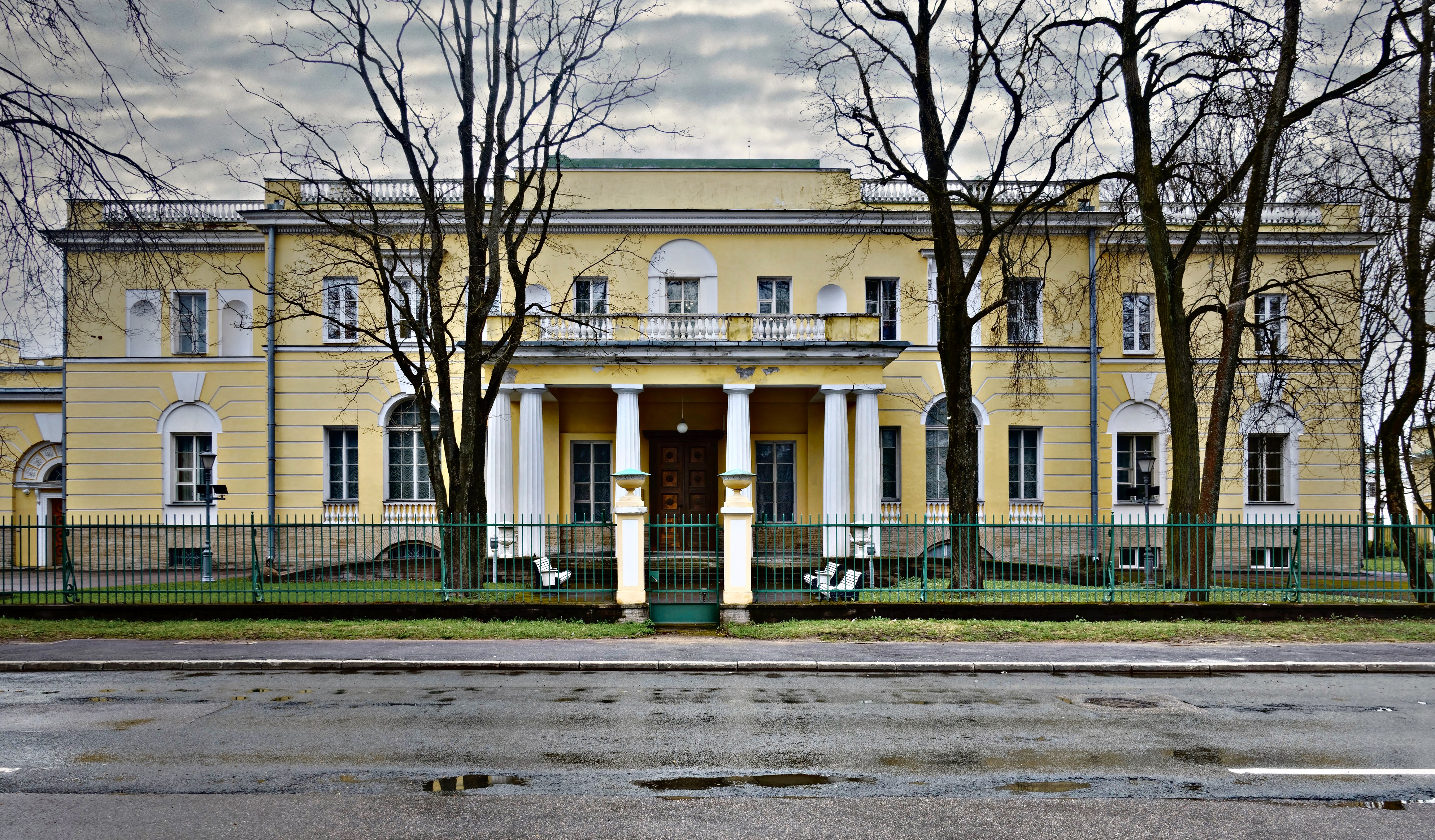
W.-P.-Kotschubei-Villa (1911–1913), Uliza Radischewa 4, Zarskoje Selo
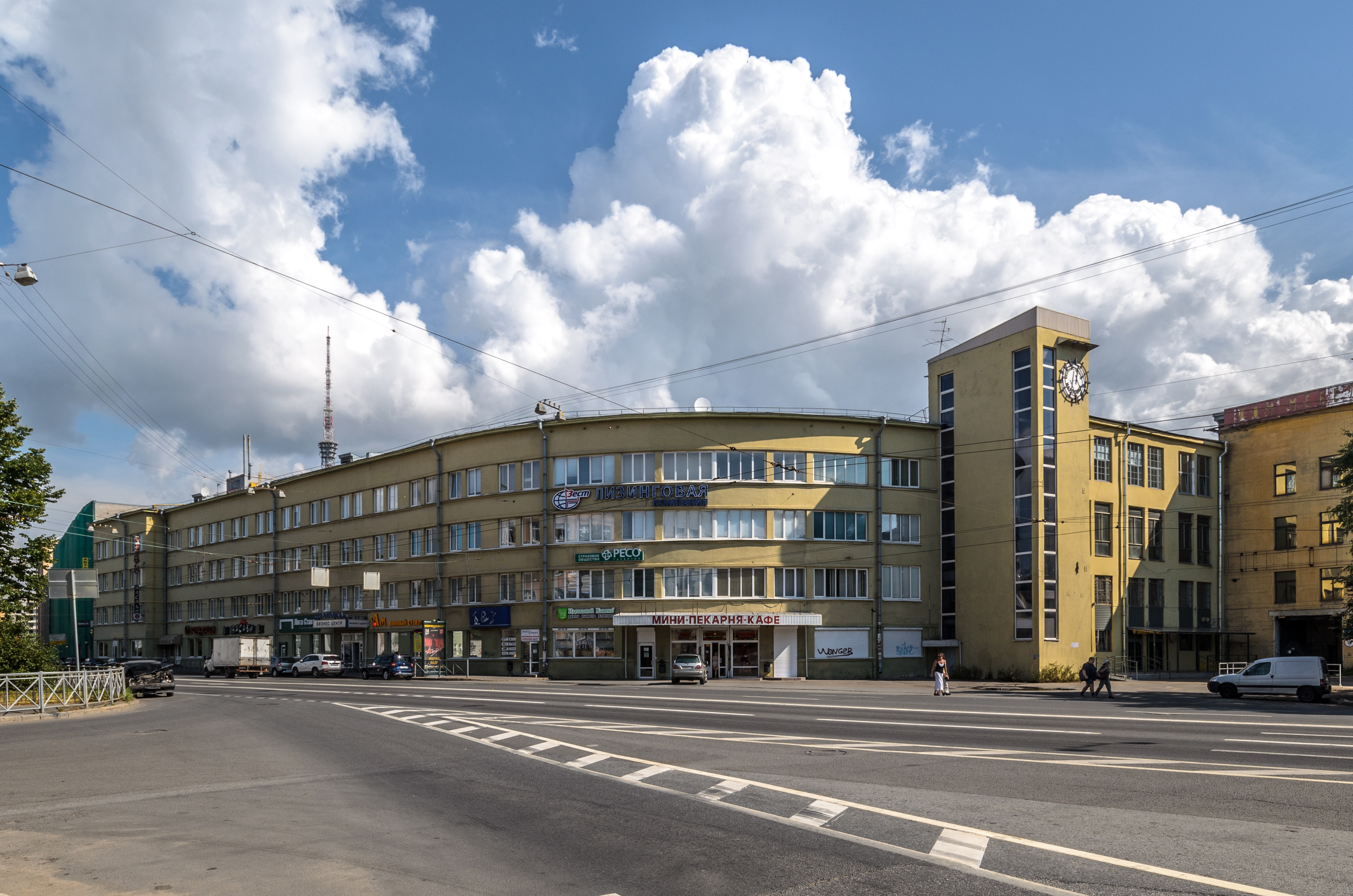
Lenpoligrafmasch-Gebäude (1930–1931 mit A. I. Isossimow, S. A. Krylowa), Prospekt Medikow 5, St. Petersburg
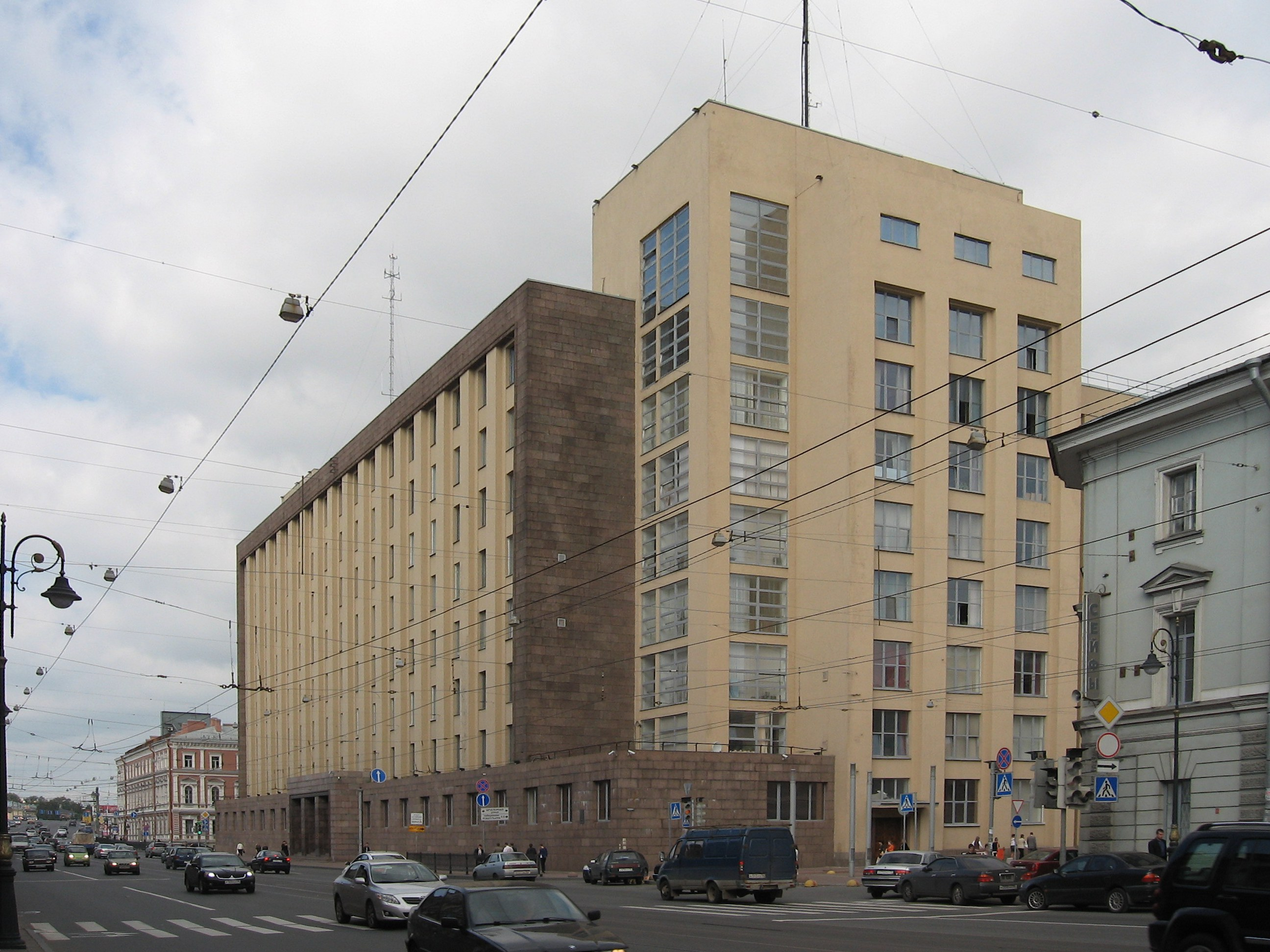
OGPU-Gebäude (1930–1932), Liteiny Prospekt 4, St. Petersburg